# Mysticoncha wilsonae
Mysticoncha wilsonae is een slakkensoort uit de familie van de Velutinidae. De wetenschappelijke naam van de soort is voor het eerst geldig gepubliceerd in 1886 door E. A. Smith.